# 1930–1931-es spanyol labdarúgó-bajnokság (másodosztály)
A Segunda División 1930-31-es szezonja volt a bajnokság harmadik kiírása. A bajnokságban 10 csapat vett részt, a győztes a Valencia FC lett.

## Végeredmény
| #  | Klub                   | M  | P  | Gy | D | V  | RG | KG | GK  |
| -- | ---------------------- | -- | -- | -- | - | -- | -- | -- | --- |
| 1  | Valencia FC            | 18 | 26 | 12 | 2 | 4  | 37 | 25 | +12 |
| 2  | Sevilla FC             | 18 | 23 | 10 | 3 | 5  | 42 | 26 | +16 |
| 3  | Athletic Club Madrid   | 18 | 23 | 11 | 1 | 6  | 47 | 31 | +16 |
| 4  | R. Sporting de Gijón   | 18 | 18 | 8  | 2 | 8  | 50 | 31 | +19 |
| 5  | CD Castellón           | 18 | 18 | 6  | 6 | 6  | 27 | 31 | -4  |
| 6  | Real Betis Balompié    | 18 | 17 | 7  | 3 | 8  | 25 | 39 | -14 |
| 7  | Real Murcia FC         | 18 | 14 | 6  | 2 | 10 | 28 | 45 | -17 |
| 8  | Real Oviedo FC         | 18 | 14 | 4  | 6 | 8  | 39 | 41 | -2  |
| 9  | Deportivo de La Coruña | 18 | 14 | 6  | 2 | 10 | 32 | 43 | -11 |
| 10 | Iberia SC              | 18 | 13 | 5  | 3 | 10 | 23 | 38 | -15 |